# Myotis bocagii
Myotis bocagii är en fladdermusart som först beskrevs av Peters 1870.  Myotis bocagii ingår i släktet Myotis och familjen läderlappar. Inga underarter finns listade i Catalogue of Life. Wilson & Reeder (2005) skiljer mellan tre underarter.

## Utseende
Arten blir med svans 80 till 103 mm lång, svanslängden är 30 till 50 mm och vikten är 5 till 10 g. Myotis bocagii har 33 till 42 mm långa underarmar, en vingspann av 267 till 285 mm, 11 till 12 mm långa bakfötter och 12 till 16 mm långa öron. Svansen är för det mesta eller helt inbäddad i den del av flygmembranen som ligger mellan bakbenen. En hudflik på näsan (bladet) saknas. Den ulliga pälsen på ovansidan bildas av hår som är mörkbruna vid roten, krämfärgad i mitten och rödaktig vid spetsen. Beroende på individ har ovansidan därför olika nyanser av rödbrun. På undersidan förekommer ljusbrun till krämfärgad päls som kan ha en rödaktig eller silvergrå skugga. I ansiktet är regionen kring ögonen naken och den har liksom nosen en mörkbrun till svartbrun färg vad som liknar en mörk ansiktsmask. Även öronen och flygmembranen är svartbruna. Kanten av flygmembranen mellan bakbenen är inte täckt av styva hår.
De flesta andra släktmedlemmar som förekommer i samma region har inga trefärgade hår på ryggen. I östra och södra Afrika har bara Myotis tricolor samma kännetecken.

## Utbredning
Denna fladdermus förekommer med flera från varandra skilda populationer i Afrika söder om Sahara från Senegal i väst till Etiopien i öst och söderut till Sydafrika. Arten hittades även i Jemen. Habitatet utgörs av fuktiga skogar och av savanner med några skogsdungar, ofta nära vattenansamlingar.

## Ekologi
Individerna vilar i trädens håligheter eller i bladverket. De bildar ibland flockar med upp till åtta medlemmar. Arten vistas sällan nära människans samhällen.
Honor har vanligen två kullar per år under de torra perioderna och per kull föds en unge. Alla honor som tillhör samma flock föder sina ungar nästan samtidig.